# 太平 (徐寿辉)
太平（1356年—1358年七月）是元朝时期徐寿辉的年號，共計3年。
也有观点認為太平年號年份应为1358年至1360年閏五月，共3年。1357年，倪文俊谋杀徐寿辉不果，被陈友谅杀死。徐寿辉化险为夷，太平无事，遂改年号太平。

## 改元
- 1356年——徐壽輝改元太平。[1]
- 1358年——八月，徐壽輝改元天啟。[1][4]

## 西曆紀年對照表

### 1356年改元說
| 太平 | 元年     | 二年     | 三年     |
| ---- | -------- | -------- | -------- |
| 公元 | 1356年   | 1357年   | 1358年   |
| 干支 | 丙申     | 丁酉     | 戊戌     |
| 元   | 至正16年 | 至正17年 | 至正18年 |

### 1358年改元說
| 太平 | 元年     | 二年     | 三年     |
| ---- | -------- | -------- | -------- |
| 公元 | 1358年   | 1359年   | 1360年   |
| 干支 | 戊戌     | 己亥     | 庚子     |
| 元   | 至正18年 | 至正19年 | 至正20年 |

## 同期存在的其他政权年号
- 其他政权使用的太平年号
- 中國
  - 至正（1341年－1370年）：元朝—元顺帝之年號
  - 天佑（1354年－1357年）：元朝時期—張士誠之年號
  - 龍鳳（1355年－1366年）：元朝時期—韓林兒之年號
- 越南
  - 紹豐（1341年－1357年）：陳朝—陳裕宗陳暭之年號
  - 大治（1358年－1368年）：陳朝—陳裕宗陳暭之年號
- 日本
  - 正平（1347年－1370年）：南朝—后村上天皇与长庆天皇之年号
  - 文和（1352年－1356年）：北朝—後光嚴天皇之年號
  - 延文（1356年－1361年）：北朝—後光嚴天皇之年號

## 深入閱讀
- 李崇智. . 北京: 中華書局. 2004年12月. ISBN 7101025129.
- 鄧洪波. . 臺北: 國立臺灣大學東亞經典與文化研究計劃. 2005年3月  [2021-11-09]. ISBN 9789860005189. （原始内容 (pdf)存档于2007-08-25）.

| 前一年號： 治平 | 天完年号 | 下一年號： 天启 |